# Катакомби
Катакомби (лат. catacumba, ед.ч. катакомба) са древни, направени от хората успоредни и перпендикулярно пресичащи се, тесни и дълги подземни коридори, тунели или гробници. Намират се под градовете и са служили през вековете за подслон и убежище по време на война или за тайни събирания на представителите на различни култове (виж тайно общество). Първите подземни гробници, които са известни под името катакомби са тези под San Sebastiano fuori le mura в Рим.
В катакомбите ранните християни, поради гоненията, погребват своите мъртъвци и извършват богослуженията си. В някои катакомби са съхранени стенописи и изображения с християнска символика нанесени върху камък, метални култови предмети и др.
Произходът на думата е предмет на спорове и не е ясно откъде точно е дошла. Съвременното ѝ значение е мрежа от подземни пещери, тунели и галерии, които образуват лабиринт и са били използвани по време на средновековието като скривалище, място за поклонение или погребване на мъртвите.
В Европа едни от най-известните катакомби са тези в Париж, Рим и Лондон.